# Curro Montoya
Francisco José Montoya Gómez, más conocido como Curro Montoya (Alicante, España, 13 de febrero de 1977) es un exfutbolista y entrenador de fútbol español. Jugó como mediocentro defensivo y actualmente es entrenador de la Federación Valenciana de Fútbol sub´16. 

## Trayectoria como jugador
Comenzó en las categorías inferiores del Hércules C.F hasta llegar a juveniles, ha sido seleccionado por la selección española y por la valenciana en las categorías juveniles , fue fichado por el  Valencia CF, después pasó por Numancia, Jaén y Elche hasta recalar en el Ciudad de Murcia. Tras la adquisición del club por parte de un empresario granadino y el traslado a Granada  ficha por el nuevo club, el Granada 74. En enero de 2008 marcha cedido al Lorca Deportiva, pero al no superar el reconocimiento médico vuelve a Motril.
Se retiró en 2012 en el Club de Fútbol La Nucía para convertirse en entrenador de fútbol y sería ayudante de Curro Torres en la Federación Valenciana de Fútbol sub´16.

## Trayectoria como entrenador
En enero de 2013 se convierte en entrenador de la Federación Valenciana de Fútbol sub´16, sustituyendo a Curro Torres.

## Clubes como jugador
| Club                    | País   | Año       |
| ----------------------- | ------ | --------- |
| CD Mestalla             | España | 1994-2000 |
| CD Numancia             | España | 2000-2001 |
| Jaén CF                 | España | 2001-2002 |
| Elche CF                | España | 2002-2004 |
| CF Ciudad de Murcia     | España | 2004-2007 |
| Granada 74              | España | 2007-2009 |
| Orihuela CF             | España | 2009      |
| Atlético Ciudad         | España | 2010      |
| Club de Fútbol La Nucía | España | 2010-2012 |